# 4038 Kristina
4038 Kristina eller 1987 QH2 är en asteroid i huvudbältet som upptäcktes den 21 augusti 1987 av den belgiske astronomen Eric W. Elst vid La Silla-observatoriet. Den är uppkallad efter upptäckarens fru, Kristina Leterme.
Den tillhör asteroidgruppen Vesta.